# Batalla de Trípoli (2011)
La batalla de Trípoli de 2011 (àrab: معركة طرابلس, maʿarakat Ṭarābulus) és una confrontació militar entre els libis lleials al dirigent Moammar al-Gaddafi i els rebels de l'Exèrcit Nacional d'Alliberament de Líbia. La batalla començà el 20 d'agost del 2011 quan les forces rebels planificaren l'entrada a Trípoli per enllaçar-la amb altres zones properes dominades pels insurgents.
Els rebels donaren el nom codificat d'«Operació Sirena de l'Alba» (àrab: عملية فجر عروسة البحر, ʿAmaliyyat Fajr ʿArūsat al-Baḥr). «La Sirena» (àrab: عروسة البحر, ʿArūsat al-Baḥr, literalment ‘la Núvia del Mar’) és un sobrenom de Trípoli.

## Rerefons
Trípoli va ser l'escenari de grans enfrontaments el 2011. Els rebels han canviat el nom de la seva «Plaça Verda» pel de «Plaça del Màrtirs». La lluita va ser especialment intensa a l'est del districte de la ciutat Tajura, però les forces lleials van ser capaces d'aixafar l'aixecament.
Nous intents de protesta es van dur a terme durant els mesos següents amb poc èxit. La guerra de guerrilles va tenir lloc als carrers de Trípoli.
El 13 d'agost de 2011 una ofensiva rebel provinent de les Muntanyes Nafusa arribà al litoral de la Tripolitània; després de forts combats, els rebels prengueren les ciutats de Sorman, Sabratha i Az Zawiyah empenyent les forces lleials a Gaddafi cap a la frontera de Tunísia i aïllant les seves posicions.
El 20 d'agost, fonts líbies rebels van afirmar que Muammar Gaddafi havia fugit a Tunísia amb dos dels seus fills, Mutassim i Aníbal, aquests informes no es va poder confirmar. Més tard, la televisió estatal líbia va difondre el que deia un discurs en directe de Gaddafi des de Líbia, posant en qüestió l'afirmació sobre que aquest havia fugit.
El 23 d'agost de 2011 es va confirmar que els rebels havien capturat el fill de Gaddafi, Saif, però que aquest havia escapat aprofitant la confusió.
Es va informar que la zona portuària de Trípoli estava sota control rebel.
A la tarda el corresponsal Al Jazeera Zeina Khodr confirmà que els rebels tenien sota control la Plaça Verda reanomenada Plaça dels Màrtirs.
L'assalt al complex presidencial de Gaddafi de Bab al-Azizia va començar. En prendre aquesta posició els rebels ho celebraren amb trets a l'aire. Els rebels hi posaren la seva bandera. No hi havia informació sobre Gaddafi i la seva família. Gaddafi va parlar per la ràdio després de l'assalt dient que la pèrdua de la residència de Bab al Aziziya només era un 'moviment tàctic'.